# 5046 Carletonmoore
5046 Carletonmoore è un asteroide della fascia principale. Scoperto nel 1981, presenta un'orbita caratterizzata da un semiasse maggiore pari a 2,5781772 UA e da un'eccentricità di 0,0658809, inclinata di 13,38777° rispetto all'eclittica.